# Nadeschda Alexiewa
Nadeschda Alexiewa (bulgarisch Надежда Алексиева, englisch Nadezhda Aleksieva; * 14. August 1969 in Dimitrowgrad) ist eine ehemalige bulgarische Biathletin.
Nadeschda Alexiewa aus Sofia betrieb seit 1986 Biathlon und startete seit dem Jahr auch im Biathlon-Weltcup. Für die nächsten fast zehn Jahre gehörte die Bulgarin zur Weltspitze ihres Sportes. Ihr bestes Jahr hatte sie in der Saison 1987/1988, als sie hinter Anne Elvebakk und Elin Kristiansen Dritte in der Gesamtwertung des Wettbewerbs wurde. Seit den Biathlon-Weltmeisterschaften 1989 in Feistritz nahm sie regelmäßig an Biathlon-Weltmeisterschaften teil. Dort gewann sie mit Zwetana Krastewa und Marija Manolowa hinter den Russinnen die Silbermedaille mit der Staffel. Mit der Mannschaft, zu der auch Iwa Schkodrewa gehörte, verpasste sie als Vierte eine weitere Medaille. 1990 wurde die Staffel Vierte, doch gewann die Bulgarische Mannschaft in Oslo nun Bronze. Im Jahr darauf gehörte Alexiewa nicht zur Staffel, gewann aber Silber mit der Mannschaft. Sehr gute Ergebnisse aber keine Medaillen brachten die Olympischen Winterspiele 1992 von Albertville, bei denen Biathlon für Frauen erstmals olympisch war. Im Sprint verpasste die Bulgarin als Vierte nur um fünf Sekunden eine Medaille, im Einzel wurde sie mit 15 Sekunden Rückstand auf die Medaillenränge Fünfte. Auch mit der Staffel verpasste die als Viertplatzierte eine Medaille nur um einen Rang.
Seit der anschließenden Saison gingen Alexiewas Leistungen merklich zurück. Bei den Weltmeisterschaften 1993 im heimischen Borowez wurde sie nur in der Staffel eingesetzt, die den achten Rang belegte. Bei den Olympischen Winterspielen 1994 von Lillehammer wurde die Bulgarin im Einzel nur 47., die Staffel wurde gar nur 13. Bei ihren letzten Weltmeisterschaften 1995 in Antholz konnte Alexiewa als Neunte im Sprint noch einmal an alte Leistungen anknüpfen. Mit der Staffel wurde sie Siebte, im Sprint 38. Am Ende der Saison beendete sie ihre Karriere.

## Biathlon-Weltcup-Platzierungen
Die Tabelle zeigt alle Platzierungen (je nach Austragungsjahr einschließlich Olympische Spiele und Weltmeisterschaften).
- 1.–3. Platz: Anzahl der Podiumsplatzierungen
- Top 10: Anzahl der Platzierungen unter den ersten zehn (einschließlich Podium)
- Punkteränge: Anzahl der Platzierungen innerhalb der Punkteränge (einschließlich Podium und Top 10)
- Starts: Anzahl gelaufener Rennen in der jeweiligen Disziplin

| Platzierung                                                                                   | Einzel | Sprint | Verfolgung | Massenstart | Team | Staffel | Gesamt |
| --------------------------------------------------------------------------------------------- | ------ | ------ | ---------- | ----------- | ---- | ------- | ------ |
| 1. Platz                                                                                      |        |        |            |             |      |         |        |
| 2. Platz                                                                                      |        |        |            |             | 1    | 1       | 2      |
| 3. Platz                                                                                      |        |        |            |             | 1    |         | 1      |
| Top 10                                                                                        | 3      | 1      |            |             | 3    | 5       | 12     |
| Punkteränge                                                                                   | 7      | 3      |            |             | 3    | 6       | 19     |
| Starts                                                                                        | 16     | 15     |            |             | 3    | 6       | 40     |
| Stand: ein nennenswerter Teil der Daten vor allem der 1980er Jahre stehen nicht zur Verfügung |        |        |            |             |      |         |        |